# Mau-Mau (kortspel)
Mau-Mau är ett ursprungligen tyskt kortspel som liknar det svenska vändåtta. En lek med 32 kort (utan 2:or t.o.m. 6:or) används. Spelet går ut på att bli av med de kort man har på handen genom att spela ut kort som har samma valör eller färg som det senast utlagda. Knektarna kan spelas ut på vilket kort som helst och tillåter byte av färg.